# 任儀
任儀（1460年—？），字象之，四川保寧府閬中縣人，明朝政治人物。

## 生平
成化二十三年（1487年）登丁未科進士，考选翰林院庶吉士，弘治二年十一月选授贵州道監察御史。弘治三年（1490年），詔修大興隆寺，因彈劾中官侮辱理刑知縣王嶽下獄，外放陝西中部縣知縣，还曾官直隶新安县知县。正德元年（1506年）任江西吉安府知府，五年正月官至山西布政使司右參政。劉瑾當權，誣謫西安府同知，卒。

## 家族
曾祖任昌四；祖父任潮；父任讓，監生。母崔氏。